# セクストゥス・ユリウス・カエサル (紀元前91年の執政官)
セクストゥス・ユリウス・カエサル（ラテン語: Sextus Julius Caesar、- 紀元前90年）は紀元前2世紀後期・紀元前1世紀初期の共和政ローマの政治家・軍人。紀元前91年に執政官（コンスル）を務めた。

## 出自
ユリウス氏族はパトリキ系の氏族の一つで自らの祖先がアエネイアスの息子ユルスであるとし、アエネイアスを通して女神ウェヌスにも連なると主張していた。王政ローマにおける第3代の王、トゥッルス・ホスティリウスによって滅ぼされ、ローマに移住させられたローマの隣国アルバ・ロンガの有力者の一族である。共和政初期には、紀元前489年のガイウス・ユリウス・ユッルスから紀元前379年のルキウス・ユリウス・ユッルスまで、多くの執政官や執政武官を輩出してきた。しかしながら、その後の200年間は振るわず、唯一紀元前267年にルキウス・ユリウス・リボが執政官を務めたのみであった。
カピトリヌスのファスティによると、セクストゥスの父のプラエノーメン（第一名、個人名）はガイウス、祖父はルキウスである。父ガイウスに関しては何もわからないが、ドイツの歴史学者F. ミュンツァーは、紀元前90年代にアシア属州総督であったガイウス・ユリウス・カエサルとは兄弟、すなわち永久独裁官カエサルの叔父の可能性があると書いている。またガイウス・マリウスとは義理の兄弟となる。ミュンツァーは、この仮説を否定するものは何もないが、それを裏付けるものも何もないと述べている。一方で、この関係を無条件に歴史的事実として記述している歴史学者もいる。ルキウス・ユリウス・カエサル（紀元前90年執政官）とガイウス・ユリウス・カエサル・ストラボ・ウォピスクス（紀元前90年按察官）の兄弟は、セクストゥスの又従兄弟と思われる。

## 経歴
執政官就任以前のセクストゥス経歴は不明である。紀元前100年末に、ポプラレス（民衆派）の護民官ルキウス・アップレイウス・サトゥルニヌスが反乱を起こすが、マルクス・トゥッリウス・キケロは「全てのユリウス氏族の人々」がサトゥルニヌスと戦うために集まったと書いており、セクストゥスもそこにいたと思われる。執政官就任年とウィッリウス法の規定から逆算して、セクストゥスは遅くとも紀元前94年にはプラエトル（法務官）に就任したはずである。
紀元前91年に執政官に就任。同僚執政官はプレブス（平民）のルキウス・マルキウス・ピリップスであった。この年の出来事には、護民官マルクス・リウィウス・ドルススの改革と、イタリア内のソキイ（ローマの同盟都市）がローマ市民権を求める動きが強まったことである。春のアルバ山の祭りでは、これら同盟都市が、ピリップスとカエサルの両執政官を生贄として神に捧げようと企てた。ドルススはこれをピリップスに警告した。
この後もローマ内部での政治闘争が激化するが、セクストゥスに関する言及はない。おそらく、何らかの理由で、彼はローマにいなかったのであろう。ドルススの改革はピリップスによって阻止され、ドルススは殺害される。同盟都市は反乱した（同盟市戦争）。この戦争の司令官となったのは、翌年の執政官ルキウス・ユリウス・カエサルとプブリウス・ルティリウス・ルプスであった。
アッピアノスはローマ内戦を著述しており、司令官の一人をセクストゥスとしているが、これはルキウスの誤りである。しかし、セクストゥスもプロコンスル（前執政官）として軍を率いた。セクストゥスはアスクルムを攻撃するよう元老院から命令され、その包囲に成功した。しかしここでセクストゥスは病死した。グナエウス・ポンペイウス・ストラボが軍の指揮を引き継いだ。

## 子孫
セクストゥスには同名の息子がおり、フラメン（司祭）を務めていた。その息子セクストゥスは紀元前48年にクァエストル（財務官）を務め、紀元前47年から紀元前46年にかけて、シリア属州総督となった。しかし、兵士の反乱により殺害された。

## 参考資料

### 古代の資料
- アウレリウス・ウィクトル『共和政ローマ偉人伝』
- フロルス『700年全戦役略記』
- アッピアノス『ローマ史』
- ガイウス・スエトニウス・トランクィッルス『皇帝伝』
- マルクス・トゥッリウス・キケロ『ガイウス・ラビリウス弁護』

### 研究書
- Egorov A. Julius Caesar. Political biography. - SPb. : Nestor-History, 2014 .-- 548 p. - ISBN 978-5-4469-0389-4 .
- Broughton R. Magistrates of the Roman Republic. - N. Y. , 1952. - Vol. II. - 558 p.
- Münzer F. Iulius 127ff // Paulys Realencyclopädie der classischen Altertumswissenschaft . - 1918 .-- T. X, 19 . - P. 182-184.
- Münzer F. Iulius 151 // Paulys Realencyclopädie der classischen Altertumswissenschaft . - 1918 .-- T. X, 19 . - P. 476-477.
- Münzer F. Iulius 152 // Paulys Realencyclopädie der classischen Altertumswissenschaft . - 1918 .-- T. X, 19 . - P. 477.
- Münzer F. Iulius 153 // Paulys Realencyclopädie der classischen Altertumswissenschaft . - 1918 .-- T. X, 19 . - P. 477-478.